# 構想力
構想力（こうそうりょく、ドイツ語: Einbildungskraft、英語: imagination、フランス語: imagination）は形象を思い描く能力のことであり、本来は「想像力」と同義語として用いられてきた。カントがこの語に割り振った役割と位置付けにより、カント哲学およびその周辺の研究について、「構想力」を「想像力」に変えて使用し、意味内容もカントの与えた役割と位置付けに限定して使用するという慣行が存在している。一般的な日本語の世界でも、「構想」と「想像」は同じ意味で用いられず、「構想力」（capacity for image building）には「想像力」（imagination）より実在的な面が含まれている。一方「想像力」そのものは「構想力」より広がりのある概念である。

## カント以前の構想力
プラトンにおいては人間の知る能力を構想力と呼んでいた。また、アリストテレスにおける構想力とは感性的知覚と理性的思考の中間/共通感覚を指していた。アウグスティヌス においてはイメージ・創造・統合する力を指していた。

## カントの構想力
カントのいう構想力はバウムガルテンの思想に由来する。バウムガルテンは上級認知能力に知性(intellectus)を位置づけ、下級認知能力に①感覚(sensus)、②空想(phantasia)、③識別力(perspicasia)、④記憶(memoria)、⑤創作能力(facultas fingendi)、⑥予見力(praevisio)、⑦判断力(facultas fingendi)、⑧予期力(preaevisio)、⑨表示能力(facultas characterstica)を位置づけた。カントはバウムガルテンの定義から、③識別力を⑦判断力に組み込むとともに上級認識能力に位置づけた。
このため、カントの構想力は①感覚、②空想、③記憶、④創作能力、⑤予見力、⑥表示能力の6つの能力を内包することになった。
カントの『純粋理性批判』の中での構想力とは、さまざまな事象の間の親和性を認め諸事象から連想することによって、二次的もしくは再生的に新しいものを形づくる経験だけに留まらず、そうした経験の根底にあって、直観の雑多・多様なものを把捉し、はじめてひとつの形象にもたらす根源的能力と定義した。別な言い方をすると、対象が存在していなくても直感によってイメージを心の中に描ける能力のことである。
カントはこの構想力を生産的構想力と呼び、二次的もしくは再生的である再生的構想力と区別し、「アプリオリな総合の能力による必然的統一という、生産的構想力の持つ超越論的な機能を介によって、諸現象の親和性、連想、またこの連想をつうじて諸法則にしたがう再生産も、経験自体も可能になる。」と説いた。
構想力はさらに、超越的時間規定としての図式を作り出し、感性と悟性の媒介・統一に当たって不可欠の役割を持つとされる。